# Gerygone olivacea
Gerygone olivacea е вид птица от семейство Acanthizidae.

## Разпространение
Видът е разпространен в Австралия и Папуа Нова Гвинея.